# Ranunculus harveyi
Ranunculus harveyi är en ranunkelväxtart som först beskrevs av Asa Gray, och fick sitt nu gällande namn av Edward Lee Greene. Ranunculus harveyi ingår i släktet ranunkler, och familjen ranunkelväxter. Inga underarter finns listade i Catalogue of Life.